# Гирнево
Гирнево (Гариево, Чирнево) — исчезнувшая деревня Торопецкого района Тверской области. Располагалась на территории Кудрявцевского сельского поселения.

## География
Деревня была расположена в 31 километре к северо-западу от города Торопец. Находилась между деревнями Метлино и Рокотово.

## История
На топографической карте Фёдора Шуберта 1867—1906 годов обозначена деревня Чирнево. Имела 6 дворов.
В списке населённых мест Торопецкого уезда Псковской губернии за 1885 год значится деревня Гариево (Гирнево, № 13772). Располагалась при ключе в 35 верстах от уездного города. Имела 6 дворов и 45 жителей.
На карте РККА 1923—1941 годов обозначена деревня Гирнева. Имела 13 дворов.
Исчезла ранее 1975 года.